# Glenavon (Saskatchewan)
Glenavon es un pueblo canadiense situado en la provincia de Saskatchewan.

## Superficie
Glenavon tiene una superficie de 1,29 km².

## Demografía
En 2021, tenía 179 habitantes, una densidad poblacional de 139 hab./km², y 110 viviendas.